# BIツール
BIツール（BIシステム、ビジネス・インテリジェンス・ツール、英: business intelligence tools）とは、ビジネスインテリジェンスに用いられる道具（ツール）の総称である。
ビジネスインテリジェンスとはビジネスに関するインテリジェンス、すなわち事業上の意思決定に用いられる知見およびそのためのデータ収集・分析・配布を意味する。BIツールはこのビジネスインテリジェンスを支える道具の総称である。ExcelなどもBIツールとして用いられる。データ整形、クロス集計などの操作をより効率的に行え、判断へ至る分析および資料作成の労力を大きく低減させることを唄った製品も多い。ツールを用いた系統だった解析によりリアルタイムの情報収集・分析・経営判断が可能になる。
セルフサービス型のBIツールは、経営者など意思決定を行う社員自身がデータアナリストととなり、システムを操作して収集・分析・報告資料作成まで、他人の手を介さず自分自身で行えるアプリケーションソフトウェアである。これを用いて、企業内のシステムで生成されたデータを、社員自身が抽出・加工・分析する。分析されたデータは企業の意思決定に利用される。

## 歴史
1958年にIBMの研究者であるハンス・ピーター・ルーンが「A Business Intelligence System」と題する論文を書き、今日のビジネス・インテリジェンス・ツールや機械学習につながる概念を紹介している。彼はビジネスインテリジェンスの父と呼ばれているが、データを蓄積し分析するためのコンピューターの進歩には時間がかかった。
最初の包括的なビジネス・インテリジェンス・ツールは、1970年代にIBMやシーベル・システムズ（2006年にオラクルが買収）などが開発した。同時期に、中小のソフトウェア会社が様々なアイデアを提案して成長し、今日の大手システム会社につながっている。
1988年、ローマで専門家やベンダー企業が集まって「マルチウェイデータ解析コンソーシアム」が組織された。集まった専門家らは巨大なデータの管理と解析をいかに効率的に行うか、普通の企業にも手の届く価格で提供できるかについて検討した。2000年までに、アメリカ合衆国などの大手ソフトウェア企業から、データ分析システムや報告資料作成システムが数多く現れた。
インターネットが常時接続・高速化する以前は、BIシステムは自社運用のサーバーに導入され自社で維持管理する、高額なオンプレミス型のシステムであった。2000年代に入り、企業向けソフトウェアメーカーは、導入金額が比較的安く、メンテナンス費があまり出せない中小企業にも検討できるような、広く応用できるBIツールの開発に関心を持つようになってきた。この動きはクラウド・ホスティングが広がる動きと同時期のことであり、データもアプリケーションもネットに接続された外部のサーバに置くSaaS型のBIシステムが登場することになる。
2006年以降、データ保管やデータ管理のクラウドホスティング化の進行により、モバイル対応も進行した。オフィスの外でも、微調整されたデータを検索し、分析し、グラフなどの形でビジュアル化された分析結果を手に入れることが可能になった。また、専用ソフトではなくブラウザに対応したバージョンが大きな成功を収めたことを受け、ベンダー各社はAndroid やiOS に特化したモバイル専用製品もリリースしている。

## 種類
BIツールの主要なカテゴリには以下のものがある。
- スプレッドシート — ExcelやGoogle スプレッドシートを使っての表計算、抽出、グラフや表の作成
- レポート・ジェネレータ — データベースからのデータの抽出（クエリ）、並べ替え、各種帳票（レポート）の作成
- オンライン分析処理 (OLAP)
- ダッシュボード作成 — 適切なグラフや表を一画面で一覧できる「ダッシュボード」を作成する
- データマイニング — 巨大なデータを分析し、パターン発見・クラスタ発見・予測などを行う
- ビジネス・アクティビティ・モニタリング — ビジネスの遂行状況を監視し、警告を受け取ったり分析をしたりする
- データウェアハウス[10] — 過去の全データを、目的別・時系列で蓄積し、分析に最適化された形で保存し、瞬時に取り出すシステム
- ローカル・インフォメーション・システム — 地域ごとのデータを蓄積し、分析するシステム
- データクレンジング[11] — データの中の誤記や表記ゆれや重複を修正・削除してデータ品質を高める

スプレッドシートを除き、BIツールは単独アプリケーション、様々なソフトが一式となったソフトウェアスイート、ERP（企業資源計画）ソフトウェアのコンポーネント、特別な業界向けの基幹情報システムの一機能として提供されている。データウェアハウスシステムにBIツールが付属してくることもある。

## BIツールの製品
BIツールにはオープンソースソフトウェアであるものがあり、その中でもApache Hive、D3.js、KNIME、Orange、Pentaho、R言語などといった無料の製品と、JasperReports、Palo、Pentaho、TACTICなど有料の製品がある。
プロプライエタリな製品には、無料の製品のほか、オラクル、マイクロソフト、IBMなどの大手企業から出ている有料製品まで多数のものがある。

## BIツール開発企業
- タブローソフトウェア
- オラクル
- マイクロソフト

## 参考資料
1. ↑  BIツールとは？
2. ↑  Exploring the History of Business Intelligence
3. ↑  “History of Business Intelligence Software”. business-intelligence.financesonline.com 2018年10月28日閲覧。
4. ↑  “A Detailed Look At The History Of Business Intelligence Software”. comparecamp.com 2018年10月28日閲覧。
5. ↑  "Integrating Oracle Business Intelligence / Siebel Analytics with Siebel CRM", oracle.com,.
6. ↑  英: Multiway Data Analysis Consortium
7. ↑  "Applied Multiway Data Analysis", onlinelibrary.wiley.com,.
8. ↑  "Cloud BI: 5 Benefits of Cloud Business Intelligence", compudata.com,.
9. ↑  "Mobile business intelligence brings benefits -- and barriers", searchbusinessanalytics.techtarget.com,.
10. ↑  Exploring Data Warehouses and Data Quality Published by Spotless Data Retrieved 15 May, 2017]
11. ↑  Exploring Data Analysis Published by Spotless Data Retrieved 15 May, 2017]